# Enron
Enron Corporation bila je američka tvrtka za energetiku, robe i usluge sa sjedištem u Houstonu u Teksasu. Osnovao ga je Kenneth Lay 1985. godine spajanjem dvije manje regionalne tvrtke Lay's Houston Natural Gas i InterNorth. Do bankrota 3. prosinca 2001. godine, Enron je zapošljavao oko 29.000 djelatnika i bio je glavna američka tvrtka za električnu energiju, prirodni plin, telekomunikacije, celulozu i papir s prihodima tijekom 2000. od gotovo 101 milijarde dolara. Časopis Fortune Enron je svojedobno šest godina za redom proglasio "Američkom najinovativnijom tvrtkom". 
Krajem 2001. godine otkriveno je da je Enronovo prijavljeno financijsko stanje u stvari proizvod skandalozne institucijske, sistematske i kreativno planirane računovodstvene prijevare, te je od tada njegovo ime postalo sinonimom za namjernu korporacijsku prijevaru i korupciju. Skandal je također doveo u pitanje računovodstvenu praksu i djelovanje mnogih drugih korporacija u Sjedinjenim Državama i bio je čimbenik u donošenju Zakona Sarbanes-Oxley iz 2002. Skandal je također utjecao na širi poslovni svijet uzrokujući raspad računovodstvene tvrtke Arthur Andersen koja je godinama bila Enronov glavni revizor.
Krajem 2001. godine Enron u južnom okrugu New Yorka podnosi zahtjev za stečaj i za stečajnog upravitelja odabire tvtrku Weil, Gotshal & Manges. Stečaj je okončan tijekom studenoga 2004. u skladu s planom reorganizacije koji je odobrio sud. Novi upravni odbor promijenio je ime Enron u Enron Creditors Recovery Corp, te naglasio reorganizaciju i likvidaciju određenih poslova i imovine Enrona prije stečaja. Dana 7. rujna 2006., Enron je prodao posljednji dio imovine, tvrtku Prisma Energy International Inc.

## Djelovanje u Hrvatskoj
1996. godine Enron i hrvatska vlada uz posredovanje američkog ministra za trgovinu Rona Browna potpisali su memorandum o razumijevanju prema kojemu će Enron "projektirati, izgraditi, imati u vlasništvu i upravljati elektranom na prirodni plin kapaciteta 150 do 180 megavata". No od 2000. godine planove se kritizira kao štetan za Hrvatsku i potpisan iz političkih razloga te je konačno napušten.

## Navodi
1. ↑  FORTUNE 500: Enron. Fortune. Inačica izvorne stranice arhivirana 6. kolovoza 2020. Pristupljeno 7. travnja 2021.
2. ↑  Andersen guilty in Enron case. BBC News. 15. lipnja 2002. Pristupljeno 2. svibnja 2010.
3. ↑  Enron Creditors Recovery Corp. - About ECRC. Enron. 6. prosinca 2011. Inačica izvorne stranice arhivirana 6. prosinca 2011. Pristupljeno 9. travnja 2019.
4. ↑  Ashmore Energy International Acquires Prisma Energy International. Business Wire. 8. rujna 2006. Pristupljeno 28. kolovoza 2014.
5. ↑  Kronologija zaključivanja ugovora HEP-a i Enrona. net.hr. Inačica izvorne stranice arhivirana 11. kolovoza 2017. Pristupljeno 7. travnja 2021.